# جون مدريد (لاعب كرة قدم)
جون مدريد (بالإسبانية: Johan Madrid) هو لاعب كرة قدم بيروفي في مركز الدفاع، ولد في 26 نوفمبر 1996 في كاياو في بيرو. لعب مع سيينسيانو.

## وصلات خارجية
- جون مدريد (لاعب كرة قدم) على موقع قاعدة بيانات كرة القدم.إي يو (الإنجليزية)
- جون مدريد (لاعب كرة قدم) على موقع Soccerway.com (الإنجليزية)